# Nototriche viridula
Nototriche viridula är en malvaväxtart som beskrevs av Antonio Krapovickas. Nototriche viridula ingår i släktet Nototriche och familjen malvaväxter. Inga underarter finns listade i Catalogue of Life.